# Honda XL 1000 V Varadero

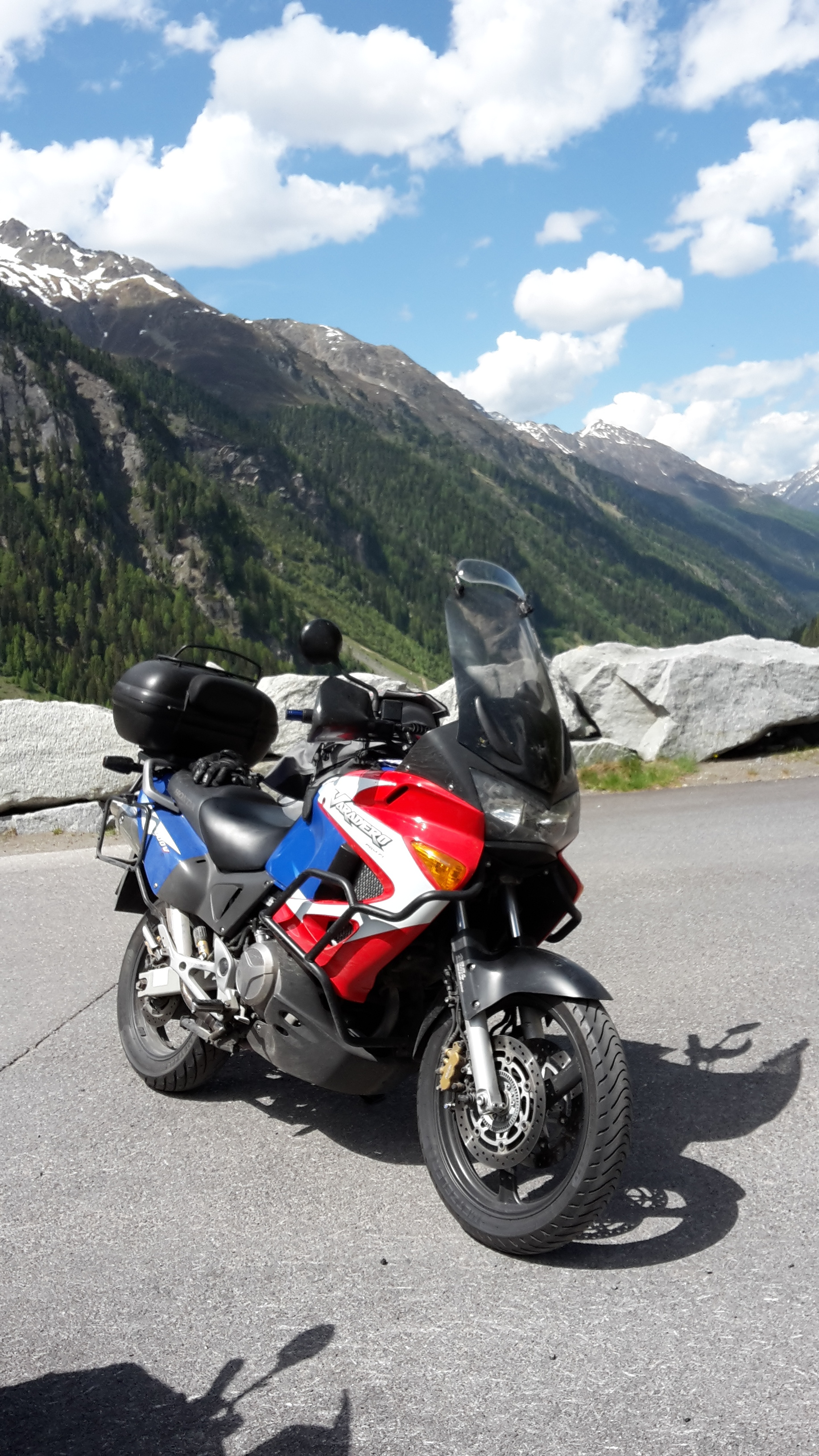
Honda XL 1000 Varadero, Modell SD03, Baujahr 2006

Die XL1000V Varadero ist ein Motorrad des japanischen Fahrzeugherstellers Honda. Die Reiseenduro wurde am 16. September 1998 auf der Motorradmesse Intermot in München-Riem vorgestellt und 2012 von der Honda VFR 1200 X Crosstourer abgelöst. Das Motorrad ist nach einem kubanischen Badeort benannt.

## Eigenschaften
Die Honda Varadero ist eine Tourenmaschine mit deutlicher Enduro-Abstammung.

## Modellgeschichte

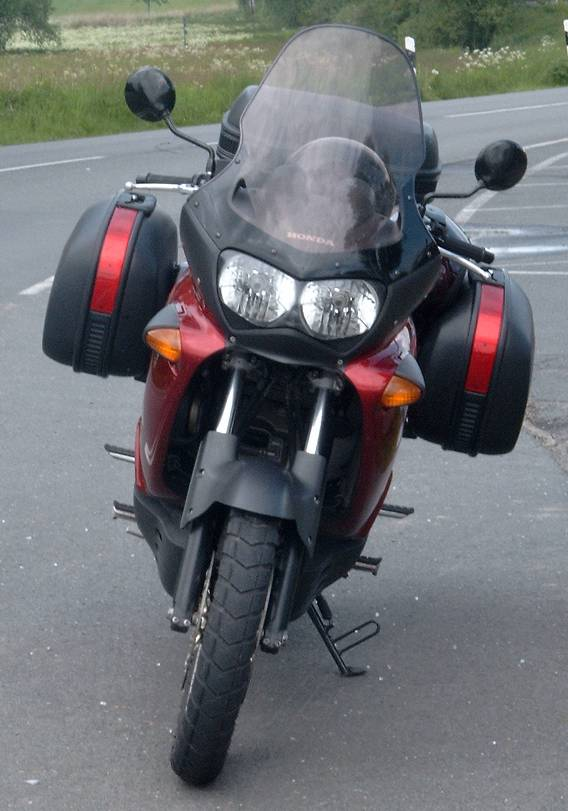
Varadero Baujahr 2002, Frontansicht

Die XL1000V Varadero wurde von 1999 bis 2000 im japanischen Honda-Werk in Hamamatsu produziert und führte die Werksbezeichnung SD01. Ab dem Jahre 2001 wurde die Produktion in das spanische Honda-Werk in Montesa verlegt, um näher am Hauptabsatzmarkt für Reiseenduros Europa zu produzieren. Alle in Spanien hergestellten Varaderos führen die Zusatzbezeichnung SD02. Im Jahr 2003 führte Honda ein schlankeres Design ein und verbesserte die Federung; die Kraftstoffzufuhr wurde von Vergaser auf Saugrohr-Einspritzung umgestellt. Das Sekundärluftsystem wurde um zwei geregelte Katalysatoren ergänzt. Das Design wurde im Zuge einer Modellpflege im Jahr 2007 leicht überarbeitet. Von 2011 bis 2012 wurde die Varadero im italienischen Atessa mit dem Werkscode SD03 gefertigt, die optisch und technisch identisch mit den SD02 ab Baujahr 2007 sind. 2012 wurde die Varadero von der Honda VFR1200X Crosstourer abgelöst.

## Technische Daten

### Antrieb
Der V-Motor der Varadero 1000 stammt von der Honda VTR1000F Firestorm. Der flüssigkeitsgekühlte Zweizylindermotor erzeugt aus 996 cm³ Hubraum eine Nennleistung von 69 kW (94 PS) und ein maximales Drehmoment von 98 Nm bei einer Drehzahl von 6.000 min−1. Der quer eingebaute V-Motor hat einen Zylinderwinkel von neunzig Grad. Die zwei Zylinder haben eine Bohrung von ⌀ 98 mm Durchmesser, die Kolben einen Hub von 66 mm bei einem Verdichtungsverhältnis von 9,8:1. Der Kraftstofftank hat ein Volumen von 25 Litern, davon sind vier Liter Reserve. Der Hersteller empfiehlt die Verwendung von bleifreiem Motorenbenzin mit einer Klopffestigkeit von mindestens 91 Oktan.
Das Motorrad beschleunigt in 4,3 Sekunden von 0 auf 100 km/h und erreicht eine Höchstgeschwindigkeit von 209 km/h. Der Durchzug von 60 auf 140 km/h gelingt in 10,4 Sekunden. Der durchschnittliche Kraftstoffverbrauch beträgt 6,2 Liter auf 100 km.

### Fahrwerk
Das Fahrwerk baut auf einem Brückenrahmen aus Stahl auf. Das Vorderrad wird von einer Teleskopgabel mit 43 mm Standrohrdurchmesser geführt. Das Hinterrad ist an einer Prolink-Zweiarmschwinge mit Zentralfederbein befestigt. Die Bodenfreiheit beträgt 180 mm. Im fahrbereiten Zustand wiegt das Motorrad 265 kg, mit Antiblockiersystem 271 kg. Die maximale Zuladung beträgt 201 kg. Die Bereifung hat vorne die Maße 110/80-R19 und hinten 150/70-R17.

### Bremsanlage
Am Vorderrad verzögert eine Doppelscheibenbremse, hinten eine Scheibenbremse mit 256 mm Durchmesser. Alle Bremsen haben einen Drei-Kolben-Schwimmsattel. Ein Dual-CBS genanntes Verbundbremssystem steuert abgestuft die Vorder- als auch die Hinterradbremse an, auch wenn nur eine Bremse betätigt wird. Seit 2004 wird ein optionales Antiblockiersystem angeboten.

### Zubehör
Für die Honda Varadero gibt es zahlreiches Zubehör, sowohl vom Hersteller selbst als auch von vielen Ausrüstern für Touring- und Endurozubehör. Die verschiedenen erhältlichen Windschilde machen die Honda Varadero auch für Motorradfahrer über zwei Meter Körpergröße interessant.

### Service
Die Serviceinspektionen liegen, außer bei der ersten kleinen Überprüfung nach 1.000 Kilometern, in 6.000-km-Abständen. Bei der 24.000-Kilometer-Inspektion wird neben der normalen großen Inspektion zusätzlich das Ventilspiel überprüft.
| erweiterte technische Spezifikationen     | erweiterte technische Spezifikationen |
| ----------------------------------------- | ------------------------------------- |
| benötigte Ölmenge bei einfachem Ölwechsel | 3,4 Liter                             |
| bei Ölwechsel inkl. Ölfilter-Tausch       | 3,6 Liter                             |
| bei kompletter Zerlegung des Motors       | 4,1 Liter                             |
| Spezifikation Motoröl:                    | SAE 10W40 API SE-SG                   |
| Standgeräusch dB(A):                      | 91                                    |
| Fahrgeräusch dB(A):                       | 79                                    |

## Ähnliche Modelle
Motorräder mit vergleichbarer Motorcharakteristik und Fahrwerksgeometrie waren folgende Reiseenduros:
- BMW R 1200 GS (K25)
- Suzuki DL 1000 V-Strom
- Triumph Tiger 1050
- Moto Guzzi Stelvio
- Cagiva Elefant 900
- Ducati Multistrada
- KTM 990 Adventure
- Aprilia ETV 1200 Caponord

## Kritiken
Ingo Koecher schreibt auf der Website auto.de, dass die Varadero dem Anspruch einer Reise-Enduro „nur bedingt gerecht“ werde, da sie sich eher „auf großer Tour“ wohl fühle und sich mehr wie ein Sporttourer denn als Enduro fahre.

„Auf unwegsamem Gelände gerät das Fahrwerk jedoch rasch an seine Grenzen: Zu hoch das Gewicht, zu kurz die Federwege, zu gering die Bodenfreiheit und zu straßenorientiert fällt die Serienbereifung aus. Kein Zweifel, der Asphalt ist die Welt der Varadero. Mit diesem Motorrad lassen sich zügig und bequem auch größere Distanzen zurücklegen.“

„In ihren Grundzügen stammt die Varadero noch von 1999. Dieses Alter merkt man ihr deutlich an. 303 Kilogramm in vollem Ornat sind eine Menge Hüftgold. Jenseits von Tempo 130 auf deutschen Autobahnen pendelt die Varadero mit Topcase. Daher wohl der Warnhinweis, dieses Tempo auf dem V2-Endurotourer als Limit zu sehen.“

„Das vollgetankt immerhin 256 Kilogramm schwere Dickerchen bot zwei sehr bequeme Sitzplätze mit prima Aussicht, trank sehr heftig, war etwas weich in den Knien und kam bei verschärfter Marschgeschwindigkeit schon mal ins Schwanken.“

„Das softe Fahrwerk geht fürs gemütliche Cruisen in Ordnung, bei sportlich-ambitionierter Fahrweise stößt man mit der Honda wegen der passiven Sitzposition und des trägen Einlenkens am schnellsten an Grenzen. In Sachen Vibrationen gibt sich «die Alte» als Musterschülerin. Der seidigen Laufkultur des 94-PS-V2 steht jedoch ein nicht unerhebliches Übergewicht entgegen.“